# Осада Трапезунда (1205)
Осада Трапезунда (греч. Πολιορκία της Τραπεζούντας) — одно из сражений во время очередной византийско-сельджукской войны, происходившее в 1205—1206 годах и закончившееся победой византийцев.
После 1204 года Византийская империя оказалась расколотой на несколько частей: большая часть земель была захвачена латинянами и венецианцами, меньшая часть осталась за греками.
Пользуясь слабостью новых государств, враги бывшей империи пришли в большую активность: болгары начали нападать на латинян с целью отторгнуть некоторые территории, активизировались сербы, а турки приступили к захватам в Малой Азии.
Одним из первых объектов экспансии турок стал город Трапезунд — самое восточное владение Византии.
Осада началась в 1205 году. Однако даже в 1206 Трапезунд так и не был взят, так как турки сконцентрировали своё внимание на войне с Никейской империей и в итоге были разбиты под городом.